# Jonathan Brewster Bingham
Pour les articles homonymes, voir Bingham.
Jonathan Brewster Bingham, né le 24 avril 1914 et mort le 3 juin 1986 d'une pneumonie, est un politicien américain et diplomate. Il a été le délégué américain aux assemblées générales de l'Organisation des Nations unies et a été élu au Congrès.

## Jeunesse
Son père, Hiram Bingham III, était un sénateur et explorateur et son arrière-grand-père, Hiram Bingham (1er du nom), était un missionnaire, qui a aidé à traduire la Bible en hawaïen.
Bingham a étudié à la Groton School et est diplômé de l'université Yale en 1936 avec un baccalauréat et de la Yale Law School en 1939 avec un diplôme de droit.
Son frère, Hiram Bingham IV, est un diplomate américain.